# Palais à Facettes (Kremlin de Novgorod)
Le palais à Facettes de Novgorod (en russe : Грановитая Палата, Granovitaïa palata) ou palais Épiscopal (en russe : Владычная палата, Vladytchnaïa palata) est un petit palais construit dans le style gothique de brique, situé dans l'enceinte du Kremlin de Novgorod. Il est inscrit au patrimoine mondial de l'UNESCO en 1992. 

## Architecture
Le bâtiment fait partie de la cour Épiscopale bâtie sur l'ordre de l'archevêque de Novgorod Euthyme II en 1433. Selon la Deuxième Chronique de Novgorod, son
style avec la présence de croisée d'ogives dans les voûtes, de fenêtres à arcs brisés en lancette, de pignons et quelques autres détails spécifiques à l'architecture gothique lui est conféré par les maîtres d'œuvre allemands.
En 1441, le monument est décoré avec des fresques. 
L'icône du XVIe siècle Vision de sacristain Taras (auteur inconnu) du Monastère de Khoutyne, où l'édifice se trouve représenté, apporte un témoignage précieux sur son apparence originale. On y voit notamment les frontons surmontés avec des rangées de niches en lancettes.
Dans les siècles suivants, le Palais a subi une restructuration importante et son apparence actuelle est acquise au XIXe siècle. En particulier, la façade principale a été considérablement modifiée avec, entre autres, l'ajout d'une corniche. En 1822, dans la salle d'apparat, une église est consacrée à l'archevêque de Novgorod, Ioann.
Pendant l'ère soviétique, le bâtiment accueille un musée, proposant une exposition permanente d'art appliqué.
Dans le cadre de la préparation du 1150e anniversaire de la ville (2009), le bâtiment est de nouveau reconstruit, ce qui le rapproche de son aspect d'origine.